# 河内友清
河内 友清（かわち ともきよ）は、安土桃山時代の武士。花房氏、宇喜多氏の家臣。
知行800石。花房職秀配下であったが、職秀が宇喜多家を離れた後は本丸御番衆として活躍した。
| スタブアイコン | サブスタブ | この項目は、まだ閲覧者の調べものの参照としては役立たない、人物に関連した書きかけの項目です。この項目を加筆・訂正などしてくださる協力者を求めています（P:人物伝/PJ:人物伝）。 |